# Mathieu Razanakolona
Mathieu Razanakolona (né à Montréal le 2 août 1986) est un skieur alpin malgacho-canadien né d'une mère québécoise et d'un père malgache. Il est le seul représentant de Madagascar aux Jeux olympiques d'hiver de 2006 à Turin, en Italie.
Son but n'était pas de gagner une médaille, mais de promouvoir le développement social et économique de Madagascar.
Mathieu Razanakolona s'est classé 39e à la compétition de slalom géant avec un temps de 3 min 06 s 43 soit 31 secondes de plus que le vainqueur.
Accusé de fraude en 2009 pour avoir, en tant qu'employé d'une institution financière, transmis les dates de naissances de clients dont les cartes de débit avaient été clonées, il est condamné à deux ans de travaux communautaires,.